# Kriza prve četvrtine života
Kriza prve četvrtine života, psihološka pojava. Slična je krizi srednjih godina u popularnoj psihologiji, s tom razlikom što ova vrsta egzistencijalne krize pogađa populaciju dobi od 20 do 35 godina, tj. mlađe odrasle osobe. Pojava se uočila 2010-ih i zahvatila je naraštaj tzv. milenijalaca. Nekoliko je faza kroz koju pogođena osoba prolazi. Nastaje zbog toga što se mladež iz te dobne skupine ne može nositi s problemima koje donosi sazrijevanje. Žive u pričinjavanju da ne mogu ispuniti očekivanja okoline, što izaziva negativne emocije, koje često i ne pokazuju. Uzrok da im se čini tako jest što svi jako puno očekuju te pogođeni pojedinac osjeća taj pritisak. Zbog pritiska misle da se moraju ponašati u skladu s tim očekivanjima, čega je posljedica osjećaj nezadovoljstva, razočaranja, sumnje u svoje sposobnosti i slično kad se susretnu očekivanja i realnost, ako dođe do tog susreta. U prvoj fazi pojedinca zahvaća osjećaj nesigurnosti, beznađa, traženje smisla života i sl. Pojedinac shvaća da treba nešto promijeniti i potom traži što je to što želi promijeniti, poput pronalaska posla kojim će biti zadovoljan, kako nekako posložiti si život, osjećati se ugodno "u svojoj koži". Novonastale emocije i kako se pojedinac nosi se njima određuju intenzitet krize. Okolina ne prepoznaje taj osjećaj pa nerijetko ne razumijeva zahvaćenog pojedinca, jer nije nužno jasan, prije svega zato što je to unutarnji osjećaj. Roditelji možda ne vide zašto bi to bilo tako. U Hrvatskoj je ovo pojava o kojoj se ne govori često zbog čega je nerazumijevanje još veće. Emocije svaku osobu obuzimaju i prevladaju u drugoj mjeri, i svaka osoba u drugoj mjeri ih uspije iskontrolirati. Da bi se pošlo naprijed, važno ih je prebroditi. Kriza prestaje kad pojedinac sazrije. Da bi se prevladalo krizu i sve probleme koji muče, potrebno je suočiti se sa svakom emocijom. To znači da je potrebno doživljavati i proživljavati sve emocije: tugu, razočarenje, sreću, brigu, zabrinutost, strah. Ne treba se boriti protiv toga, jer su to sve zdrave emocije. Emocije nije moguće obuzdati, nego ih se mora prihvatiti, uključujući i negativne, jer su one svojevrstan vodič ka spoznaji što se događa u tijelu.